# لورا سولومون
لورا سولومون (بالإنجليزية: Laura Solomon)‏ (28 يونيو 1974، أوكلاند في نيوزيلندا - 18 فبراير 2019)؛ روائية نيوزيلندية.